# Boxtel
Boxtel ( udtale ?) er en kommune og en by i den sydlige provins Noord-Brabant i Nederlandene.